# Петра Квитова
Петра Квитова (на чешки: Petra Kvitová) е професионална тенисистка от Чехия. Известна със своите мощни удари с лява ръка и вариативност, тя е носителка на 14 титли на сингъл. Тя достигна до своето рекордно 2-ро място в световната ранглиста през октомври 2011.
Квитова спечели титлите на сингъл на Уимбълдън 2011, Уимбълдън 2014 и Шампионата на WTA Тур 2011, превръщайки се в първата шампионка от турнир на Големия шлем, родена през 90-те, и едва третата тенисистка, печелила Шампионата на WTA Тур при първото си участие. Тя също така достигна полуфиналите на Уимбълдън 2010, Открито първенство на Австралия 2012 и Ролан Гарос 2012.

## Ранен живот
Петра Квитова е родена в семейството на Джордж Квита (на чешки: Jiří Kvita) и Павла Квитова в Биловец, Чехия (през 1990, все още Чехословакия). Нейният баща Джордж я е насочил към тениса. Като малка се възхищава на чешката тенисистка Мартина Навратилова. Квитова тренира в родния си град до 16-годишна възраст, преди да бъде насърчена от инструктор да стане професионална тенисистка.

## Стил на игра
Отличителна черта в играта ѝ е бързият ѝ сервис с лява ръка. На Уимбълдън 2011 тя записа 36 аса, нареждащи я трета сред жените. Тя отбеляза 222 чисти уинъра и 12 други. Разполага с тежък форхенд и бекхенд, вариативност и тайминг, и е известна с това, че компенсира липсата на бързина с игра близо до основната линия.

## Кариера
Професионалната ѝ кариера стартира през 2006 г. с участия на турнири, организирани от Международната тенис федерация (ITF).
Първата си шампионска титла на сингъл, Петра Квитова печели на 01.10.2006 г., на турнира в унгарския град Сегед. Във финалния мач, тя побеждава представителката на домакините Доротя Магаш с резултат 6:1, 6:4. От тенис-турнирите, които са част от календара на ITF, чешката тенисистка печели три състезания през 2007 г. През 2008 г., за първи път попада в Топ 100 на световния женски тенис, след като завоюва поредна титла от турнира в испанския град Монсон.
Първото си участие на турнир от Големия шлем, Петра Квитова записва през 2008 г., по време на „Откритото първенство на Франция“. В тази турнирна надпревара, чешката дебютантка достига до четвърти кръг, елиминирайки последователно: Акико Моригами, Саманта Стосър и Агнеш Саваи. През 2009 г., Петра Квитова участва успешно и на „Откритото първенство на САЩ“, в което достига отново до четвърти кръг. Най-забележителният ѝ успех в това състезание е отстраняването на тогавашната водачка в световната ранглиста-рускинята Динара Сафина в третия кръг.
През 2008 г. Петра Квитова записва участие на летните олимпийски игри в Пекин в надпреварата на двойки заедно със своята сънародничка Луцие Шафаржова. Двете чехкини претърпяват поражение в първия кръг от австралийския дует Рене Стъбс и Саманта Стосър с 6:1, 6:0.
В началото на 2009 г., Петра Квитова регистрира своето най-челно класиране в световната ранглиста на женския тенис. Тя заема 40-а позиция, след като на 12 януари 2009 г. печели своята първа титла от Женската тенис асоциация (WTA). Това се случва по време на турнира „Мурила Интернешънъл“ в австралийския град Хобарт. Във финалната среща на този турнир, Петра Квитова побеждава своята сънародничка Ивета Бенешова с резултат 7:5, 6:1. Девет месеца по-късно, чешката тенисистка регистрира и първия си загубен финал на турнира „Дженерали Лейдис Линц“. Във финала, тя бива надиграна от новоизгряващата звезда на белгийския тенис Янина Викмайер с резултат 6:3, 6:4.
На 8 януари 2011 г. Петра Квитова печели шампионската титла на сингъл от турнира в австралийския град Бризбейн. Във финалната среща, тя надделява над германската тенисистка Андреа Петкович с резултат 6:1, 6:3. На 13.02.2011 г. печели турнира във френската столица Париж, побеждавайки белгийската си опонентка Ким Клейстерс с резултат 6:4, 6:3. На 08.05.2011 г. е носителка на титлата и в Мадрид, като надделява над представителката на Беларус Виктория Азаренка с резултат 7:6, 6:4. На 02.07.2011 г. Квитова завоюва своята пета шампионска титла на сингъл от престижния турнир „Уимбълдън“, като във финала побеждава Мария Шарапова в двусетов мач с резултат 6:3, 6:4. На 10.10.2011 г. печели шампионската титла на сингъл от турнира в австрийския град Линц. Във финалната среща, тя преодолява съпротивата на своята словашка опонентка Доминика Цибулкова с резултат 6:4, 6:1.
На 25.08.2012 г. Петра Квитова печели шампионската титла на сингъл от турнира в Ню Хейвън. Във финалната среща тя надделява над своята руска съперничка Мария Кириленко с резултат 7:6, 7:5.

## Финали

### Сингъл: 21 (16 – 5)
| Легенда                              |
| ------------------------------------ |
| Турнири от Големия шлем (2 – 0)      |
| Шампионат на WTA Тур (1 – 0)         |
| Задължителни Висши & Висши 5 (5 – 1) |
| Висши (5 – 2)                        |
| Международни (3 – 2)                 |

| Финали по настилка |
| ------------------ |
| Твърда (12 – 3)    |
| Трева (2 – 1)      |
| Клей (2 – 1)       |
| Мокет (0 – 0)      |

| Изход      | No. | Дата              | Турнир                                          | Настилка   | Опонент              | Резултат                   |
| ---------- | --- | ----------------- | ----------------------------------------------- | ---------- | -------------------- | -------------------------- |
| Шампионка  | 1.  | 16 януари 2009    | Муриля Хобарт Интернешънъл, Хоубарт, Австралия  | Твърда     | Ивета Бенешова       | 7 – 5, 6 – 1               |
| Финалистка | 1.  | 18 октомври 2009  | Дженерали Лейдис Линц, Линц, Австрия            | Твърда (з) | Янина Викмайер       | 3 – 6, 4 – 6               |
| Шампионка  | 2.  | 8 януари 2011     | Бризбейн Интернешънъл, Бризбейн, Австралия      | Твърда     | Андреа Петкович      | 6 – 1, 6 – 3               |
| Шампионка  | 3.  | 13 февруари 2011  | Оупън Же Де Еф Сюез, Париж, Франция             | Твърда (з) | Ким Клейстерс        | 6 – 4, 6 – 3               |
| Шампионка  | 4.  | 8 май 2011        | Мутуа Мадрид Оупън, Мадрид, Испания             | Клей       | Виктория Азаренка    | 7 – 6(7 – 3), 6 – 4        |
| Финалистка | 2.  | 18 юни 2011       | АЕГОН Интернешънъл, Истборн, Великобритания     | Трева      | Марион Бартоли       | 1 – 6, 6 – 4, 5 – 7        |
| Шампионка  | 5.  | 2 юли 2011        | Уимбълдън, Лондон, Великобритания               | Трева      | Мария Шарапова       | 6 – 3, 6 – 4               |
| Шампионка  | 6.  | 16 октомври 2011  | Дженерали Лейдис Линц, Линц, Австрия            | Твърда (з) | Доминика Цибулкова   | 6 – 4, 6 – 1               |
| Шампионка  | 7.  | 30 октомври 2011  | Шампионат на WTA Тур, Истанбул, Турция          | Твърда (з) | Виктория Азаренка    | 7 – 5, 4 – 6, 6 – 3        |
| Шампионка  | 8.  | 13 август 2012    | Роджърс Къп, Монреал, Канада                    | Твърда     | Ли На                | 7 – 5, 2 – 6, 6 – 3        |
| Шампионка  | 9.  | 26 август 2012    | Ню Хейвън Оупън, Ню Хейвън, САЩ                 | Твърда     | Мария Кириленко      | 7 – 6(11 – 9), 7 – 5       |
| Шампионка  | 10. | 23 февруари 2013  | Дубай Тенис Чемпиъншипс, Дубай, ОАЕ             | Твърда     | Сара Ерани           | 6 – 2, 1 – 6, 6 – 1        |
| Финалистка | 3.  | 14 април 2013     | Бе Ен Пе Париба Катовице Оупън, Катовице, Полша | Клей (з)   | Роберта Винчи        | 6 – 7(2 – 7), 1 – 6        |
| Финалистка | 4.  | 24 август 2012    | Ню Хейвън Оупън, Ню Хейвън, САЩ                 | Твърда     | Симона Халеп         | 2 – 6, 2 – 6               |
| Шампионка  | 11. | 28 септември 2013 | Торай Пан Пасифик Оупън, Токио, Япония          | Твърда     | Анджелик Кербер      | 6 – 2, 0 – 6, 6 – 3        |
| Шампионка  | 12. | 5 юли 2014        | Уимбълдън, Лондон, Великобритания (2)           | Трева      | Южени Бушар          | 6 – 3, 6 – 0               |
| Шампионка  | 13. | 23 август 2014    | Кънектикът Оупън, Ню Хейвън, САЩ (2)            | Твърда     | Магдалена Рибарикова | 6 – 4, 6 – 2               |
| Шампионка  | 14. | 27 септември 2014 | Ухан Оупън, Ухан, Китай                         | Твърда     | Южени Бушар          | 6 – 3, 6 – 4               |
| Финалистка | 5.  | 5 октомври 2014   | Чайна Оупън, Пекин, Китай                       | Твърда     | Мария Шарапова       | 4 – 6, 6 – 2, 3 – 6        |
| Шампионка  | 15. | 16 януари 2015    | Апия Интернешънъл Сидни, Сидни, Австралия       | Твърда     | Каролина Плишкова    | 7 – 6(7 – 5), 7 – 6(8 – 6) |
| Шампионка  | 16. | 9 май 2015        | Мутуа Мадрид Оупън, Мадрид, Испания (2)         | Клей       | Светлана Кузнецова   | 6 – 1, 6 – 2               |

(з) = Закрито

### Отборни финали: 4 (4 – 0)
| Изход     | No. | Дата               | Турнир                      | Настилка   | Партньори                                        | Опоненти                                                                | Резултат |
| --------- | --- | ------------------ | --------------------------- | ---------- | ------------------------------------------------ | ----------------------------------------------------------------------- | -------- |
| Шампионки | 1.  | 5 – 6 ноември 2011 | Фед Къп, Москва, Русия      | Твърда (з) | Луцие Шафаржова Квета Пешке Луцие Храдецка       | Анастасия Павлюченкова Светлана Кузнецова Мария Кириленко Елена Веснина | 3 – 2    |
| Шампиони  | 2.  | 7 януари 2012      | Хопман Къп, Пърт, Австралия | Твърда     | Томаш Бердих                                     | Марион Бартоли Ришар Гаске                                              | 2 – 0    |
| Шампионки | 3.  | 3 – 4 ноември 2012 | Фед Къп, Прага, Чехия       | Твърда (з) | Луцие Шафаржова Луцие Храдецка Андреа Хлавачкова | Ана Иванович Йелена Янкович Бояна Йовановски Александра Крунич          | 3 – 1    |
| Шампионки | 3.  | 8 – 9 ноември 2014 | Фед Къп, Прага, Чехия       | Твърда (з) | Луцие Шафаржова Луцие Храдецка Андреа Хлавачкова | Анджелик Кербер Андреа Петкович Сабине Лисицки Юлия Гьоргес             | 3 – 1    |